# Balshi
Balshi (em albanês: Ballsh/Ballshi) é uma cidade e município (em albanês:  bashkia) da Albânia. É a capital do distrito de Mallakastër na prefeitura de Fier.